# Егремон (Гар)
Егремон (фр. Aigremont) насеље је и општина у јужној Француској у региону Лангдок-Русијон, у департману Гар која припада префектури Алес.
По подацима из 2011. године у општини је живело 666 становника, а густина насељености је износила 53,07 становника/km². Општина се простире на површини од 12,55 km². Налази се на средњој надморској висини од 140 метара (максималној 160 m, а минималној 78 m).

## Демографија
| 1962. | 1968. | 1975. | 1982. | 1990. | 1999. | 2011. |
| ----- | ----- | ----- | ----- | ----- | ----- | ----- |
| 238   | 256   | 241   | 243   | 313   | 449   | 666   |

График промене броја становника у току последњих година